# Тинівська сільська рада
Тині́вська сільська́ ра́да — адміністративно-територіальна одиниця та орган місцевого самоврядування в Жашківському районі Черкаської області. Адміністративний центр — село Тинівка.

## Загальні відомості
- Населення ради: 1 523 особи (станом на 2001 рік)

## Населені пункти
Сільській раді підпорядковані населені пункти:
- с. Тинівка

## Склад ради
Рада складається з 16 депутатів та голови.
- Голова ради: Хоруженко Раїса Анатоліївна
- Секретар ради: Руда Людмила Олексіївна

### Керівний склад попередніх скликань
| Прізвище, ім'я, по батькові | Основні відомості                                                         | Дата обрання | Дата звільнення |
| --------------------------- | ------------------------------------------------------------------------- | ------------ | --------------- |
| Хоруженко Раїса Анатоліївна | Сільський голова, 1953 року народження, освіта вища, член Народної партії | 26.03.2006   | 31.10.2010      |
| Хоруженко Раїса Анатоліївна | Сільський голова, 1953 року народження, освіта вища, член Партії регіонів | 31.10.2010   |                 |

Примітка: таблиця складена за даними сайту Верховної Ради України

### Депутати
За результатами місцевих виборів 2010 року депутатами ради стали:

#### За суб'єктами висування
| Суб'єкт висування                 | Кількість обраних депутатів | %    |
| --------------------------------- | --------------------------- | ---- |
| Партія регіонів                   | 6                           | 37,5 |
| Самовисування                     | 6                           | 37,5 |
| Політична партія «Наша Україна»   | 2                           | 12,5 |
| Політична партія «Сильна Україна» | 2                           | 12,5 |

#### За округами
| № округу                          | Прізвище, ім'я, по батькові    | Дата визнання обраним | Освіта             | Партійна приналежність                  | Відомості про обраного депутата                    |
| --------------------------------- | ------------------------------ | --------------------- | ------------------ | --------------------------------------- | -------------------------------------------------- |
| Партія регіонів                   |                                |                       |                    |                                         |                                                    |
| 1                                 | Бородійчук Леонід Олексійович  | 03.11.2010            | середня            | член Партії регіонів                    | ПСП «Добробут», комірник                           |
| 2                                 | Дишлевий Анатолій Іванович     | 03.11.2010            | вища               | член Партії регіонів                    | ПСП «Добробут», агроном                            |
| 7                                 | Руда Людмила Олексіївна        | 03.11.2010            | середня спеціальна | член Партії регіонів                    | Сільська рада, секретар сільської ради             |
| 9                                 | Тіторенко Зоя Миколаївна       | 03.11.2010            | вища               | член Партії регіонів                    | Тинівська загальноосвітня школа І-ІІІ ст., вчитель |
| 14                                | Гарбар Людмила Олександрівна   | 03.11.2010            | вища               | член Партії регіонів                    | ПСП «Добробут», головний бухгалтер                 |
| 16                                | Гриніна Людмила Іванівна       | 03.11.2010            | середня            | член Партії регіонів                    | ПСП «Добробут», різноробоча                        |
| Політична партія «Наша Україна»   |                                |                       |                    |                                         |                                                    |
| 4                                 | Мороз Олександра Володимирівна | 03.11.2010            | середня            | член Політичної партії «Наша Україна»   | тимчасово не працює                                |
| 6                                 | Гоцало Анатолій Іванович       | 03.11.2010            | середня спеціальна | член Політичної партії «Наша Україна»   | приватний підприємець                              |
| Політична партія «Сильна Україна» |                                |                       |                    |                                         |                                                    |
| 11                                | Нагорний Петро Васильович      | 03.11.2010            | середня спеціальна | член Політичної партії «Сильна Україна» | ПСП «Добробут», інженер по охороні праці           |
| 15                                | Дишлева Галина Іванівна        | 03.11.2010            | вища               | член Політичної партії «Сильна Україна» | Тинівська загальноосвітня школа І-ІІІ ст., вчитель |
| Самовисування                     |                                |                       |                    |                                         |                                                    |
| 3                                 | Волицьвий Сергій Вікторович    | 03.11.2010            | середня спеціальна | член Соціалістичної партії України      | приватний підприємець                              |
| 5                                 | Буряк Валерій Миколайович      | 03.11.2010            | середня            | позапартійний                           | тимчасово не працює                                |
| 8                                 | Дерега Ігор Григорович         | 03.11.2010            | середня            | позапартійний                           | ПСП «Аскольд Агро», інженер                        |
| 10                                | Деркач Лариса Григорівна       | 03.11.2010            | середня            | позапартійна                            | Поштове відділення, листоноша                      |
| 12                                | Ваколюк Раїса Петрівна         | 03.11.2010            | середня            | позапартійна                            | тимчасово не працює                                |
| 13                                | Мостовенко Роман Миколайович   | 03.11.2010            | вища               | позапартійний                           | тимчасово не працює                                |